# Горни-Юруци
Горни-Юруци (болг. Горни Юруци) — село в Болгарии. Находится в Кырджалийской области, входит в общину Крумовград. Население составляет 96 человек.

## Политическая ситуация
Горни-Юруци подчиняется непосредственно общине и не имеет своего кмета.
Кмет (мэр) общины Крумовград — Себихан Керим Мехмед (Движение за права и свободы (ДПС)) по результатам выборов.